# Procès Siniavski-Daniel
 (signalé en mai 2025).
Si vous disposez d'ouvrages ou d'articles de référence ou si vous connaissez des sites web de qualité traitant du thème abordé ici, merci de compléter l'article en donnant les références utiles à sa vérifiabilité et en les liant à la section « Notes et références ».
- Archive Wikiwix
- Bing
- Cairn
- DuckDuckGo
- E. Universalis
- Gallica
- Google
- G. Books
- G. News
- G. Scholar
- Persée
- Qwant
- (zh) Baidu
- (ru) Yandex
- (wd) trouver des œuvres sur Wikidata

Le procès Siniavski-Daniel est un procès ayant eu lieu à Moscou en février 1966. Les écrivains Andreï Siniavski et Iouli Daniel y sont accusés de propagande anti-soviétique, après avoir publiés à l’étranger des écrits satiriques sur la vie en URSS.